# Тушишвили, Отар
Отар Тушишвили (груз. ოთარ თუშიშვილი; род. 14 июня 1978, Гори, Грузия) — грузинский борец вольного стиля, бронзовый призёр летних Олимпийских игр 2008 года в Пекине, призёр чемпионатов мира и Европы.